# Khâi-Ma Local Municipality
Khâi-Ma (englisch Khâi-Ma Local Municipality) ist eine Lokalgemeinde im Distrikt Namakwa der südafrikanischen Provinz Nordkap. Der Sitz der Gemeindeverwaltung befindet sich in Pofadder. Bürgermeisterin ist Pasqueline van Heerden.
Der Gemeindename ist ein Khoi-Wort mit der Bedeutung „steh auf“. Die Bewohner der Gemeinde waren in der Vergangenheit benachteiligt und ihr Ziel ist es, sich zukünftig zu behaupten.

## Städte und Orte
- Aggeneys
- Onseepkans
- Pella
- Pofadder
- Witbank

## Bevölkerung
Im Jahr 2011 hatte die Gemeinde 12.465 Einwohner. Davon waren 75,1 % Coloured, 17,6 % schwarz und 6 % weiß. Gesprochen wurde zu 81,3 % Afrikaans, zu 10, 7 % Setswana, zu 2,2 % isiXhosa und zu 1,2 % Englisch.